# Bladlöss
Bladlöss (Aphidoidea) är en överfamilj av insekter.

## Utseende
Bladlöss blir vanligen cirka 2 till 3 millimeter stora och lever av att suga näring ur växter. De har en päronformad kropp, mundelar ombildade till en sugsnabel, långa antenner samt två, ofta rörformade, utväxter på bakdelen som utsöndrar ämnen som är avskräckande för rovdjur eller signalerar om fara. Ur anus kan en söt vätska, kallad honungsdagg, utsöndras på grund av att ett högt tryck genom kroppen då de suger växtsafter. Vissa arter av myror lever i mutualistiska förhållanden med bladlöss. Myrorna äter av honungsdaggen och bladlössen får i gengäld skydd mot rovdjur, till exempel nyckelpigor, sländor, parasitsteklar och guldögonsländor.

## Levnadssätt
Bladlössen lever ofta tätt tillsammans i grupper med både nymfer (larver) och könsmogna djur. Bladlöss kan föda levande ungar och genomgår en ofullständig förvandling med stadierna ägg, nymf och imago. Nymfen, som ser ut som en liten variant av det vuxna djuret, genomgår flera hudömsningar innan den blir en fullbildad insekt. 
När det börjar bli ont om mat eller för trångt på en växt, kan bladlöss utvecklas med vingar och förflytta sig till nya värdväxter.  
I Sverige finns cirka 560 arter av bladlöss. De flesta lever i södra delen av Sverige.

## Bladlusen som skadedjur
Eftersom bladlössen lever på växter, kan de orsaka viss skada i en trädgård. En frisk planta kan klara ett mindre bladlusangrepp men vid större angrepp kan växtens näringsbrist påverka tillväxthastighet, blomning, fruktproduktion med mera. Det finns också vissa bladlusarter som producerar ett enzym, som får växtens blad att rulla ihop sig. De ihoprullade bladen är känsliga för svampangrepp, vilket kan spridas till andra delar av växten, särskilt om plantan redan är försvagad av ett rejält bladlusangrepp. 
Bladlusen har många naturliga fiender, inklusive den välkända nyckelpigan. Att använda sig av trädgårdsgifter som skadar nyckelpigor och andra bladlusätande varelser kan leda till svåra bladlusproblem senare. Nätvingelarver, parasitsteklar och blomflugelarver är bara några exempel på djur som hjälper till med biologisk bekämpning av bladlöss, och därmed kan hålla bladlössen i schack. Som nämnts tidigare i artikeln uppskattar myrorna den söta honungsdagg som produceras av bladlössen. Myrorna brukar därför vakta bladlössen noga och drar sig inte för att angripa och döda predatorer som försöker angripa bladlössen. Om man har svåra bladlusproblem i sin trädgård kan det därför vara idé att göra någonting åt myrkolonierna snarare än åt bladlössen. 
Många olika tillvägagångssätt används idag för att avbryta bladlusangrepp i trädgården och varje trädgårdsodlare har ofta sin egen bestämda uppfattning om vilken metod som är bäst. När det gäller mindre angrepp kan det räcka med att spola de angripna växterna med kallt vatten, eftersom det kan få bladlössen att tappa taget och falla till marken. Detta fungerar dock bara om trädgården har gott om små rovdjur, som äter de nedfallna bladlössen, annars klättrar de tillbaka upp längs plantorna igen. Att skölja av växterna med såplösning är en annan populär metod som fungerar genom att kväva bladlössen. Såväl som alla andra insekter andas bladlössen genom huden och såpan hindrar dem från att ta upp syre. Det krävs emellertid att man träffar direkt på varje bladlus och detta kan vara svårt, särskilt om man har att göra med bladlöss, som får växtens blad att rulla ihop sig kring bladlusen och skydda den. En tredje metod är att använda något av de bekämpningsmedel som finns att köpa i trädgårdsbutiker.